# Ferruccita
La ferruccita és un mineral de la classe dels halurs. Rep el seu nom del mineralogista italià Ferruccio Zambonini (1880-1932).

## Característiques
La ferruccita és un halur de fórmula química Na[BF₄]. És un mineral isostructural amb l'anhidrita, amb NaClO₄ i KMnO₄. Cristal·litza en el sistema ortoròmbic, formant diminuts cristalls tabulars. La seva duresa a l'escala de Mohs és 3. Segons la classificació de Nickel-Strunz, la ferruccita pertany a «03.CA: Halurs complexos, borofluorurs» juntament amb l'avogadrita i la barberiïta.

## Formació i jaciments
Va ser descoberta l'any 1933 a les fumaroles volcàniques actives del Vesuvi, a la Província de Nàpols (Campània, Itàlia), associada a malladrita, sassolita, avogadrita i hieratita. És l'únic indret on se n'ha trobat aquesta espècie mineral.